# Al-Azhar-moskén
Al-Azhar-moskén (arabiska: جامع الأزهر Gāma` al-Azhar, ungefär "moskén för de mest lysande") är en moské i  Islamiska Kairo, staden östra del,  i Egypten. Den ligger i närheten av Al-Azharuniversitetet och uppfördes år 970 i den nyetablerade huvudstaden. Namnet tros härstamma från profet Muhammeds dotter Fatimah, en vördad figur i Islam som gavs titeln az-Zahra ("den lysande").
Det var den första moskén i Kairo, en stad som idag ofta benämns "staden med tusen  minareter." 

## Moskéer i Fustat
Amr ibn al-As-moskén är den äldsta moskén i dagens Kairo (och den äldsta i Afrika) och byggdes år 642. Den, och flera andra moskér i Kairo, är äldre än Al-Azhar, men de byggdes i den forna huvudstaden Fustat, som numera är en del av Kairo.